# Marcelo Sarvas
Marcelo Fazzio Sarvas (São Paulo, Brasil, 16 de octubre de 1981); es un exfutbolista Brasileño que se desempeñaba como centrocampista. Actualmente es asistente técnico de  Óscar Ramírez en la Liga Deportiva Alajuelense.

## Trayectoria
Inició su carrera profesional en el Sport Club Corinthians Paulista de Brasil donde debutó el 2002.

## Clubes
| Club                            | País           | Año        |
| ------------------------------- | -------------- | ---------- |
| Sport Club Corinthians Paulista | Brasil         | 2002- 2003 |
| Esporte Clube Noroeste          | Brasil         | 2003-2004  |
| Karlskrona AIF                  | Suecia         | 2004-2005  |
| Kristianstads FF                | Suecia         | 2005-2006  |
| Mjällby AIF                     | Suecia         | 2007-2008  |
| IF Limhamn Bunkeflo             | Suecia         | 2008-2009  |
| Polonia Varsovia                | Polonia        | 2009-2010  |
| Liga Deportiva Alajuelense      | Costa Rica     | 2010-2011  |
| Los Angeles Galaxy              | Estados Unidos | 2011-2014  |
| Colorado Rapids                 | Estados Unidos | 2015       |
| D.C. United                     | Estados Unidos | 2016-2017  |

## Palmarés

### Campeonatos nacionales
| Título        | Club                       | País           | Año  |
| ------------- | -------------------------- | -------------- | ---- |
| Verano 2011   | Liga Deportiva Alajuelense | Costa Rica     | 2011 |
| Invierno 2011 | Liga Deportiva Alajuelense | Costa Rica     | 2011 |
| Copa MLS      | Los Angeles Galaxy         | Estados Unidos | 2012 |
| Copa MLS      | Los Angeles Galaxy         | Estados Unidos | 2014 |